# Hârtie sugativă

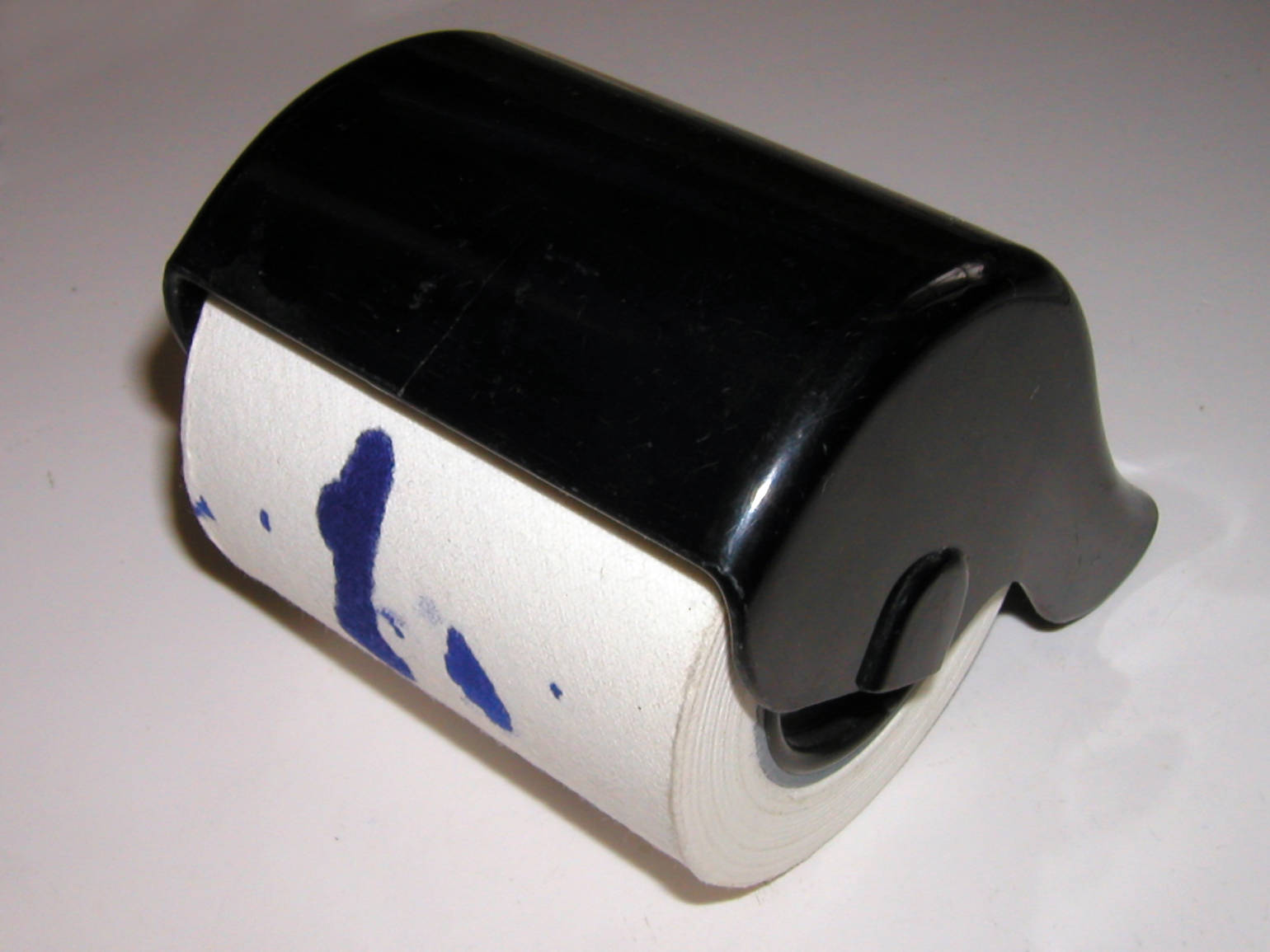
Un rulou de hârtie sugativă

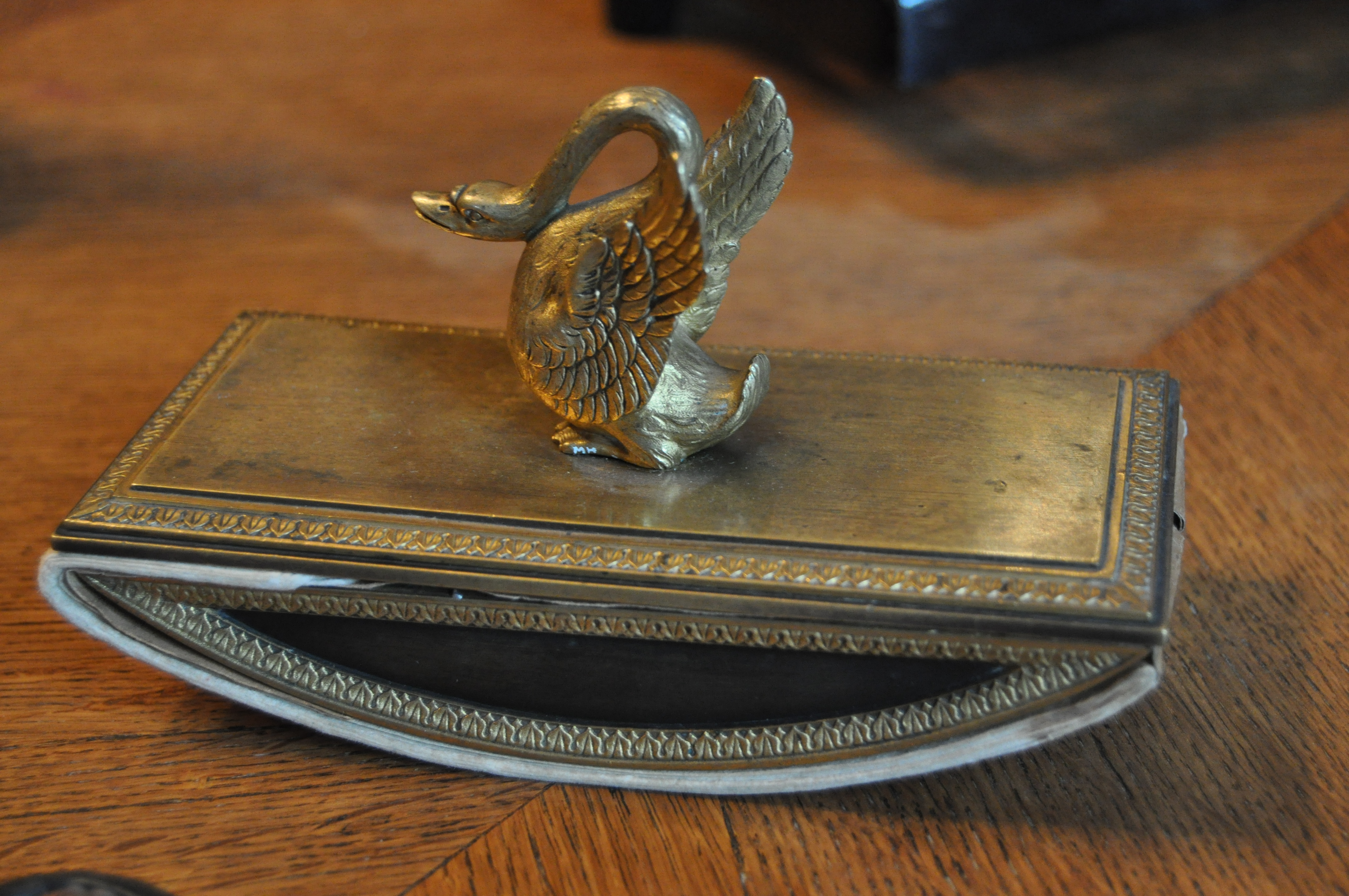
Un prespapier cu sugativă pe el

Hârtia sugativă, sau simplu sugativă, reprezintă o hârtie poroasă și groasă, cu o capacitate de absorbție înaltă, făcută special pentru a absorbi cerneală sau alt lichid.
Aceasta a fost utilizată în principal pentru a usca scrierele de pe hârtie, și cea mai largă aplicare a avut-o în școlile din lumea întreaga, până la apariția stilourilor cu bilă. În timpul scrierii cerneala era depusă neuniform pe hârtie și uscarea lentă a ei putea provoca murdărirea întregei suprefețe a colii de hârtie, a mâinilor sau hainelor celui ce scria.

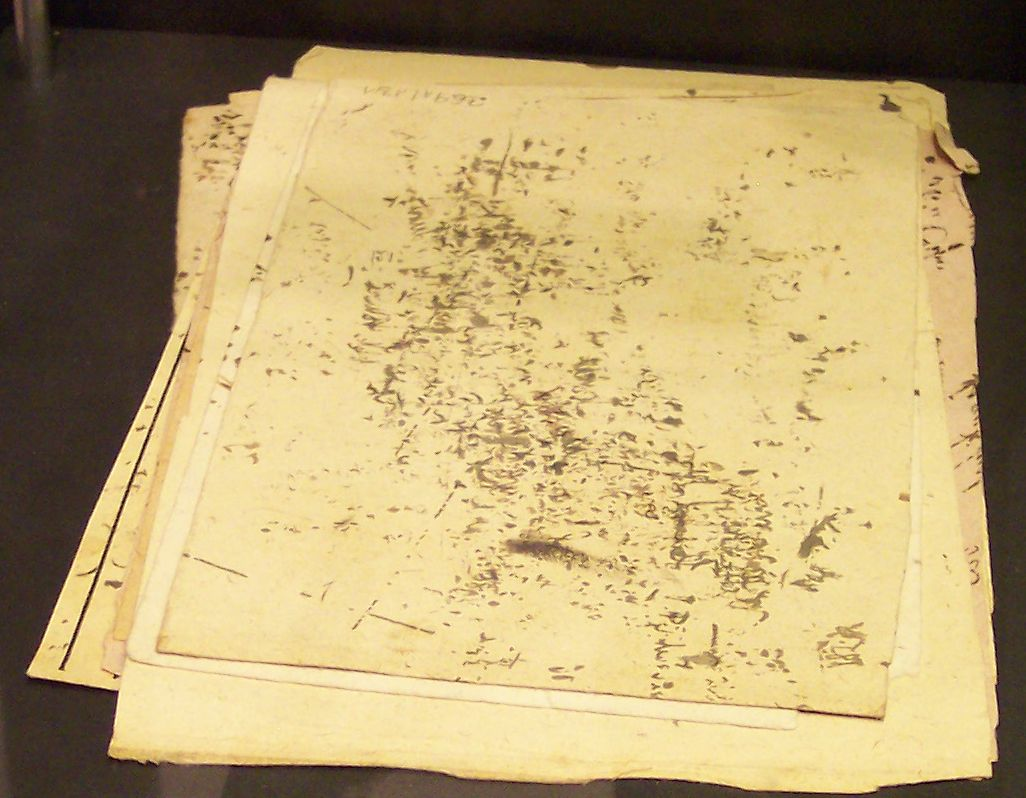
Coli de hârtie sugativă cu amprenta scrierilor pe ele

Sugativa de asemenea poate fi montată pe un prespapier, fiind ca un accesoriu al acestuia.
Hârtia sugativă este o hârtie neîncleiată și slab presată, care constă dintr-un amestec de pastă chimică și celuloză. În structura ei sunt multe capilare mici, fapt ce-i generează capacitatea absorbantă a ei. Greutatea de bază este de 80 - 200 de grame pe metru pătrat.
Acest tip de hârtie a fost pentru prima dată atestat în Anglia, în secolul al XV-lea. Conform unei legende neverificate, sugativa a fost inventată din greșeală la o fabrică de hârtie, atunci când meșterul a comis o eroare de dozare uitând să adauge clei la fabricarea hârtiei.